# Til Garimmu
Til Garimmu (Til-Garimmu o Beth-Togarmah), en hitita Tegarama, Tegarma, Tagarma i Takarama, fou un territori situat entre els kaska al nord, els tibarens al sud, els muskhi a l'oest i Meliddu a l'est. Estaria centrat entre Meliddu i Kammanu (més propera a aquesta darrera) a la clàssica Gauarena (moderna Gorun).
A la mort de Sargon II el 705 aC el territori hauria estat envaït pel rei dels muskhi. Sembla que va ajudar els locals oposats a Assíria i els va donar un rei que seria un tal Gurdi (el nom és frigi o sigui muskhi, probablement un fill de Mides III o almenys un membre de la família reial) i va aconseguir establir un regne a la zona expulsant al rei de Tabal cap a les muntanyes de Cilícia (Khilakku). Gurdi de Til-Garimmu podria ser el «kulummeu» o «kulumaneu» embolicat en la mort de Sargon II i l'intent de Sargon de suprimir les seves activitats (705 aC); aliat als muskhi i a magnats de diversos llocs de Cilícia, hauria unificat parts de Tabal, Azitawadda, Kaska, Meliddu/Kammanu i Que sota la seva autoritat amb centre a Til-Garimmu mentre Assíria va conservar Meliddu (ciutat) i algunes altres fortaleses, i els països de Kummukh, Gurgum i Sam'al; vers el 703 els assiris van recuperar Que i Khilakku però l'aixecament es va reprendre el 696 aC i Khilakku i Que es van perdre a causa de la revolta dirigida per l'hazanu d'Illubra (una ciutat a Que) de nom Kirua; la revolta hauria abraçat Que, Khilliku i part de Tabal; Senaquerib diu que les comunicacions amb Que estaven tallades pels rebels temporalment, però finalment la revolta fou aplanada. El 695 els assiris van ocupar Til Garimmu, regió de Tars i Ingirra (la grega Ankiale, transcrit Anquiale), i la capital fou destruïda, però vers el 680 aC els assiris es van haver de retirar degut als atacs cimmeris.
La Bíblia parla del regne de Tegarama i dels epònims de les nacions: Jafet, Gamer, Magog, Madai, Iovan, Thobel, Mosoch, Theiras, Ascenaz, Riphath o Erirath, Thergama o Thorgoma. Alguns d'aquests noms són fàcilment identificables: Gamer són els gimirru (cimmeris), Magog és el país de Giog (Giges de Lídia), Madai és Mèdia, Iovan és Jònia, Thobel és Tabal (Cataònia), Mosoch és Muskhi (regió de Frígia), Theires pot ser els tracis, Ascenaz són els escites, Thergama és Tegarama, Ripath podria ser Arpad i Eritah seria Urartu.

## Anotacions
1. ↑  es diu que el nom de kulumaneu es refereix als habitants de Kuluman, la moderna Kermanshah, a Ellipi